# Stavnäs landskommun
Stavnäs landskommun var en tidigare kommun i Värmlands län.

## Administrativ historik
När 1862 års kommunalförordningar trädde i kraft inrättades denna kommun i Stavnäs socken i Gillbergs härad i Värmland. 
Vid kommunreformen 1952 bildade den en "storkommun" genom att inkorporera Högeruds landskommun och Värmskogs landskommun.
1 januari 1960 överfördes till Glava landskommun och församling från Stavnäs landskommun och församling ett obebott område (fastigheterna Näs 1:9 och 1:11-1:12) omfattande en areal av 2,30 km², varav 1,40 km² land.
1 januari 1971 upplöstes kommunen och Högeruds och Stavnäs församlingar uppgick i Arvika kommun medan Värmskogs församling uppgick i Grums kommun.

### Kyrklig tillhörighet
I kyrkligt hänseende tillhörde kommunen Stavnäs församling. Den 1 januari 1952 tillkom Högeruds församling och Värmskogs församling.

## Kommunvapen
Blasonering: I fält av silver två korslagda, med blå doppskor försedda, röda pilgrimsstavar, åtföljda i övre vinkeln av ett blått kryckkors och i nedre vinkeln av ett blått ankare.
Vapnet fastställdes 1959.

## Geografi
Stavnäs landskommun omfattade den 1 januari 1952 en areal av 398,95 km², varav 314,08 km² land.

### Tätorter i kommunen 1960
I Stavnäs landskommun fanns den 1 november 1960 ingen tätort. Tätortsgraden i kommunen var då alltså 0,0 procent.

## Politik

### Mandatfördelning i valen 1938-1966
| 15 | 10 |

| 25 |

| 15 | 10 |

| 25 |

| 10 | 7 | 3 |

| 20 |

| 13 | 8 | 9 | 5 |

| 34 |

| 14 | 7 | 7 | 7 |

| 34 |

| 12 | 10 | 7 | 6 |

| 33 |

| 14 | 10 | 6 | 5 |

| 33 |

| 12 | 10 | 7 | 6 |

| 31 |